# Baseodiscus antarcticus
Baseodiscus antarcticus är en djurart som tillhör fylumet slemmaskar, och som beskrevs av Edward Baylis 1915. Baseodiscus antarcticus ingår i släktet Baseodiscus och familjen Valenciniidae. Inga underarter finns listade i Catalogue of Life.